# 鴉宮
鴉宮（からすのみや）は、大阪府大阪市此花区伝法に鎮座する神社。
伝法川跡の南岸（左岸）に鎮座する。伝法の集落は伝法川を境に北組と南組に分かれていたが、当社は南組の鎮守にあたる。

## 祭神
天照大神
配祀：住吉大神、蛭子大神、息長足姫命

## 由緒
鎌倉時代の建保3年（1215年）4月、村と港の繁栄を祈念して、伝法村の中心に伝母頭神社として社殿を建立。文禄元年（1592年）2月に当社を訪れた豊臣秀吉が旅の無事を祈願したところ、社殿奥の森より三足の鴉が現れて数々の瑞兆を示したという。平穏に帰国を果たした秀吉は感激し、当社に「鴉宮」の名を贈った。それに合わせ、鴉が巣を成している森地に遷宮したと伝えられている。
江戸時代に入ると神領を没収されるなどして衰退したが明治時代に復興、酉島町の住吉神社、秀野町の住吉神社を合祀して現在に至っている。
本殿、拝殿、中門及び透塀は国の登録有形文化財に登録されている。

## 主な祭礼
- 1月9・10・11日：十日えびす（此花えびす）福娘から福笹・熊手などの授与がある。
- 11月3日：例祭。
- 7月31日 - 8月1日：夏祭、屋台が建ち並び、3台の布団太鼓や獅子舞の行列が住宅地などに繰り出され、インターホンを鳴らして布施を要求することが多い。両日ともに10万人もの人達が訪れる。

## 摂社
- 稲荷神社 - 宇賀魂大神を祀る。
- 船玉神社 - 船玉大神を祀る。
- 猿田彦神社 - 猿田彦大神を祀る。

## 周辺
- 澪標住吉神社
- 旧鴻池本店
- 大阪市立伝法小学校
- 大阪市立此花中学校
- 正蓮寺川
- 淀川

## 交通アクセス
- 阪神なんば線 伝法駅下車、東へ約200m。
- 国道43号、伝法4丁目交差点から東へ約300m。

## 文化財
登録有形文化財
- 本殿（1931年建造、2008年4月に登録）[1]
- 拝殿（1931年建造、2008年4月に登録）[2]
- 中門および透塀（1931年建造、2008年4月に登録）[3]